# Cat Grant
Catherine Jane "Cat" Grant è un personaggio dei fumetti statunitensi creato da Marv Wolfman (testi) e Jerry Ordway (disegni), pubblicato dalla DC Comics. La sua prima apparizione avviene in The Adventures of Superman (Vol. 1) n. 424 (gennaio 1987).
Cat Grant è una giornalista di gossip che lavora per il Daily Planet di Metropolis, in genere raffigurata come rivale di Lois Lane sia sul piano professionale che sentimentale poiché attratta da Clark Kent.

## Biografia del personaggio

### Primi anni
Nata a Los Angeles, California, Cat Grant diviene un'editorialista specializzata in cronaca rosa e si sposa col violento produttore cinematografico Joseph R. Morgan, da cui ha un figlio, Adam, tuttavia stanca dei soprusi del marito, e sospettando sue attività criminali, finisce per divorziare da lui e trasferirsi a Metropolis col figlio facendosi assumere al Daily Planet dove sviluppa immediatamente una spiccata antipatia nei confronti di Lois Lane ed una forte attrazione per Clark Kent, che tuttavia si dimostra più interessato alla sua amicizia e ad aiutarla a superare l'alcolismo derivatole dal divorzio che ad avere una relazione con lei, contrariamente a Jimmy Olsen, fortemente infatuato di Cat che, di contro, lo ignora.
Il suo rapporto conflittuale con Perry White porta Cat a cercare di dimostrargli il proprio valore come giornalista infiltrandosi sotto copertura alla Galaxy Broadcasting System di Morgan Edge per smascherare i suoi legami con l'Intergang. Successivamente assume Jose Delgado (Gangbuster) come guardia del corpo e ha una breve relazione con lui, riuscendo a convincerlo a ritirarsi dopo che uno scontro con Metallo lo fa finire in terapia intensiva.
Cat inizia in seguito a lavorare come reporter per l'emittente WGBS, ottenendo la conduzione di un proprio talk show: il Cat Grant Show, dove intervista Superman poco prima che questi muoia combattendo Doomsday. Tragedia a seguito della quale Jose decide di tornare a vestire i panni di Gangbuster e Cat, furiosa, lo lascia denunciando poi per molestie sessuali il suo capo, Vincent Edge, intenzionato ad approfittarsi di tale momento di vulnerabilità, ed ottenendo così la posizione di quest'ultimo come manager della WGBS.
Poco tempo dopo il ritorno di Superman, durante la notte di Halloween, il Giocattolaio rapisce e uccide diversi bambini di Metropolis, tra cui Adam, il figlio di Cat evento a seguito del quale essa trova inaspettato conforto in Lois, con cui si riappacifica, e per un momento progetta di assassinare il supercriminale andando a trovarlo in carcere con una pistola, limitandosi ad umiliarlo e costringerlo a supplicarla di risparmiargli la vita.
Quando Lex Luthor viene eletto Presidente degli Stati Uniti, Cat diviene la sua addetta stampa ma, dopo che il miliardario viene messo sotto Impeachment, la donna decide di fare ritorno a Los Angeles iniziando a lavorare per un quotidiano locale.

### Ritorno a Metropolis
Cat fa ritorno a Metropolis dopo la scoperta di nuovi elementi riguardo la morte del figlio: il Giocattolaio, disgustato dall'idea che il mondo lo creda un infanticida, rivela infatti a Jimmy Olsen che il vero responsabile del delitto è un robot con le sue fattezze costruito da lui stesso anni prima e che ha assunto una propria personalità a causa di un glitch. Successivamente, Cat torna a lavorare al Daily Planet nella sezione dedicata ad arti e spettacolo; in personaggio risulta profondamente cambiato sia a livello caratteriale che estetico, oltre ad aver fatto un intervento di mastoplastica additiva e a vestirsi in modo molto più provocante, si comporta in maniera civettuola e disinibita, atteggiamenti che secondo Clark sono dovuti a un modo estremo di nascondere il proprio dolore.
Cat inizia inoltre una faida con Supergirl dopo essere rimasta ferita lievemente nel corso di un suo scontro con alcuni metaumani, inizia infatti una campagna diffamatoria contro l'eroina sulle pagine del Daily Planet, mettendo contro di lei numerosi abitanti di Metropolis. Per rappresaglia, Kara le invia quindi un biglietto d'auguri canzonatorio e va a trovarla al Planet con la sua nuova identità segreta di Linda Lang, nipote adolescente di Lana Lang.

### New 52
In seguito agli eventi di Flashpoint l'Universo DC viene completamente riscritto e rilanciato. Nella nuova realtà narrativa il precedente matrimonio e la maternità di Adam vengono annullati, inoltre la sua personalità diviene lievemente più simile a quella originale. Dopo che Clark Kent viene licenziato dal Daily Planet anche Cat decide di dimettersi e, assieme, fondano una joint venture avviando un blog di notizie che chiamano Clarkcatropolis.com.

### Rinascita
Nell'Universo DC successivo a Rinascita, Cat Grant è la CEO di CatCo Worldwide Media a National City e appare molto più arrogante, autoritaria, sarcastica, spietata e intransigente che nelle precedenti iterazioni, sebbene si dimostri anche una leader competente ed estremamente protettiva coi suoi sottoposti, come Kara Danvers.

## Altre versioni

### Terra 2
Nell'universo di antimateria di JLA: Terra 2 Cat Grant è una dipendente frustrata e meschina del Daily Planet il cui aspetto fisico è rimasto pesantemente deturpato dai continui interventi chirurgici.

### All-Star Superman
Nella miniserie All-Star Superman, Cat Grant è uno dei personaggi secondari di supporto alle vicende.

## Altri media

### Cinema

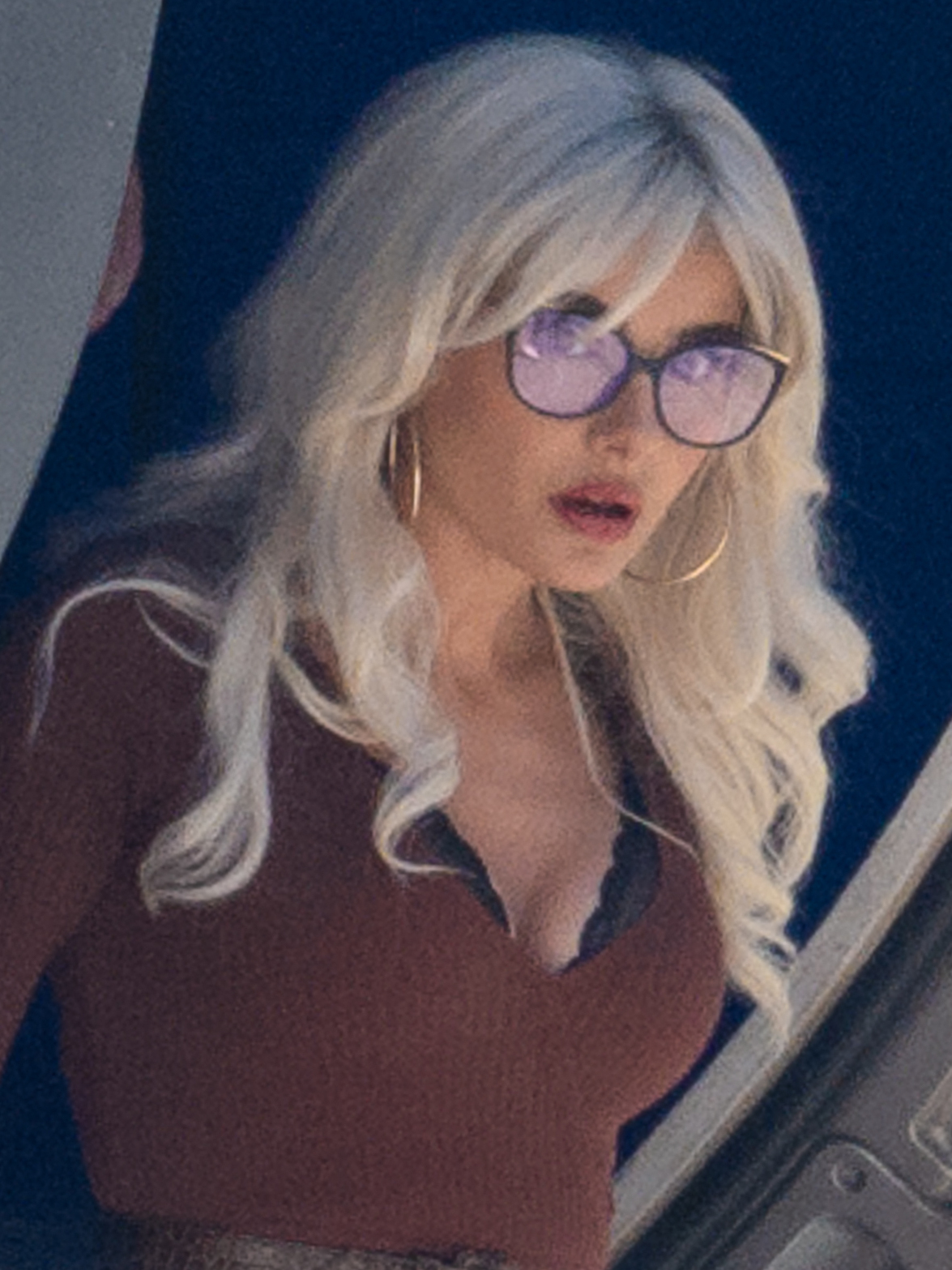
Mikaela Hoover nel 2024 sul set di Superman nei panni di Cat Grant

- Cat Grant compare nel film d'animazione All Star Superman, doppiata da Cathy Cavadini.
- Il personaggio fa un'apparizione muta in Superman: Unbound.
- Una versione afroamericana di Cat Grant, doppiata da Toks Olagundoye, compare nel film DCAMU The Death of Superman e nel suo sequel Il regno dei Superman.[24]
- Nel franchise del DC Universe (DCU) Cat Grant, interpretata da Mikaela Hoover con la voce italiana di Mariagrazia Cerullo, compare in Superman (2025),[25] in questa versione, pur mantenendo una sottile attrazione per Clark Kent, lei e Lois sembrano essere ottime amiche.

### Televisione
- Cat Grant, interpretata da Tracy Scoggins con la voce italiana di Beatrice Margiotti, compare nelle prima stagione di Lois & Clark - Le nuove avventure di Superman, dove viene caratterizzata come una ragazza civettuola e sessualmente audace con una spiccata rivalità nei confronti di Lois Lane e fortemente attratta dal nuovo arrivato in redazione, Clark Kent.
- Nella decima stagione di Smallville Cat Grant, interpretata da Keri Lynn Pratt con la voce italiana di Chiara Gioncardi, è un personaggio ricorrente che viene messa a lavorare in coppia con Clark Kent al Daily Planet. In tale versione il suo vero nome è Mary Louise Shroger ma lo ha cambiato legalmente per proteggere il figlio dall'ex-fidanzato violento, inoltre ha fortemente in antipatia tutti i supereroi, salvo poi cambiare idea dopo aver conosciuto Booster Gold.
  - In un episodio della nona stagione della serie compare inoltre un'aspirante presentatrice televisiva chiamata Catherine Grant, interpretata da Emilie Ullerup, la cui similitudine del nome è tuttavia una coincidenza.
- In Young Justice Cat Grant, doppiata da Masasa Moyo,[24] è una giornalista di WGBS-TV.
- Cat Grant, interpretata da Calista Flockhart con la voce italiana di Alessandra Korompay, è uno dei personaggi principali della serie Arrowverse Supergirl[26][27][28] dove è caratterizzata come ex-segretaria di Perry White al Daily Planet divenuta editorialista di gossip a capo del conglomerato mediatico CatCo Worldwide Media con sede a National City, nonché capo di Kara Danvers / Supergirl della quale, pur trattandola spesso bruscamente, finisce per diventare mentore. A partire dalla seconda stagione diventa Portavoce della Casa Bianca[29] e lascia la gestione della CatCo prima a Jimmy Olsen e poi ad Andrea Rojas, dal quale la riacquisterà nominando Kara editrice capo e rivelando di aver sempre saputo della sua identità segreta, che la aiuta a divulgare al pubblico con un'intervista in mondovisione.[30] In un flashback della sesta stagione il personaggio è interpretato da Eliza Helm.[31][32]
- In My Adventures with Superman Cat Grant, doppiata da Melanie Minichino,[33][24] è una dei giornalisti di punta del Daily Planet.

### Varie
- Il personaggio compare in Superman Returns: Prequel Comics n. 2 (14 giugno 2006), dove è una reporter di Metro4News Early Edition.
- Cat Grant appare in un cameo in The Batman Strikes! n. 44, pubblicato nel giugno 2008.[34]